# Bissen
Bissen (luxemburguès: Biissen) és una comuna i ciutat al centre de Luxemburg, al cantó de Mersch. Està situat als marges del riu Attert.
El 2005, la vila de Bissen, que es troba a l'est de la comuna, tenia 2.447 habitants. Bissen és famosa per una factoria d'acer explotada per Arcelor, la segona empresa més important del món en el sector.

## Burgmestres
- 1982 - 1984 : Guill Feith
- 1985 - 1987 : Matthias Schmitz
- 1988 - 1999 : Ernest Wendel
- 1999 - 2000 : Roger Schmit
- 2000 - 2001 : Arlette Weber ép. Schmit
- 2001 - 2005 : Camille Petry
- 2005 - Ara : Aloyse Bauer